# 파미르고원
파미르고원(Pamir Mountains)은 '세계의 지붕'이라는 별명을 가지고 있으며, 평균 높이 6,100 m 이상으로 중앙아시아의 톈산이나 카라코람, 쿤룬, 티베트고원, 히말라야 등의 산맥에서 힌두쿠시까지의 산줄기들이 모여서 이루어진다. 이것들은 세계에서 가장 높은 산들 중의 하나이다. 

## 지리
파미르고원의 북동쪽에 톈산산맥(아래 지도에서 "Tien Shan")이, 동쪽에 타클라마칸 사막(아래 지도에서 "Taklamakan")이, 남동쪽에 쿤룬산맥(아래 지도에서 "Kunlun Shan")과 티베트고원(쿤룬산맥은 티베트고원의 북쪽 경계를 이룬다.)과 카라코람산맥(아래 지도에서 "Karakorum")이, 남쪽에 힌두쿠시산맥(아래 지도에서 "Hindukusch")이 있다. 이들 중 카라코람산맥과 힌두쿠시산맥은 히말라야산맥의 일부이다.
|  |

가장 높은 산은 타지키스탄 이스모일소모니봉으로 높이는 7,495 m이다. 이 봉우리는 1932년부터 1962년까지는 스탈린봉으로, 1962년부터 1998년까지는 콤무니즘봉으로 불렸다. 그 외 레닌봉(7,165 m)과 코르제넵스카야봉(7,105 m)이 있다.
이곳 파미르고원에는 많은 빙하가 있는데, 그중 72 km의 페드첸코 빙하가 가장 길다.

## 기후
일 년 내내 눈이 덮여있는데, 혹독한 겨울과 짧은 여름이 있다. 연중 강수량은 130 mm이며, 풀과 나무가 자라기 힘든 기온이다.

## 경제
서쪽으로는 석탄이 매장되어 있기는 하지만 양을 키우는 것이 주요 수입원이다.

## 역사 속의 파미르고원
- 727년 혜초, 파미르고원과 톈산산맥을 건너 카슈가르에 도착하다.

## 지도
파미르고원 추천 투어 지도 (출처: 노마딕스) 노마딕스

## 같이 보기
- 파미르 제어
- 파미르인
- 산맥 목록
- 소비에트 중앙아시아
- 중앙아시아

| 가잔 열도갠지스강고다바리강고비 사막나일강류큐 열도남중국해노르웨이해뉴기니섬네푸드 사막다싱안링산맥다뉴브강동시베리아해동중국해동해둥베이 · 평원랍테프해룹알할리 사막레나강마다가스카르섬마리아나 제도마르마라해말레이반도메콩강몰디브 제도몽골고원바렌츠해바이칼호바탄 제도발리섬발트해발하시호백해베링해벵골만보르네오섬북극해북해볼가강북드비나강브라마푸트라강사할린섬샤오싱안링산맥세이셸 군도소코트라섬수마트라섬술라웨시섬스리랑카섬스칸디나비아반도스타노보이산맥스프래틀리 군도시나이반도새머리싱가포르섬아나톨리아아덴만아라비아반도아라비아해아라푸라해아랄해아무르강아조프해아프리카의 뿔안다만 제도알타이산맥알류샨 열도에게해예니세이강오가사와라 제도오만만오비강오스트레일리아오호츠크해우랄강우랄산맥유프라테스강이란고원인더스강인도 아대륙인디기르카강인도양 (북부)인도차이나반도일본 열도자와섬주강장강치롄산맥카라해카라코람카스피해캄차카반도캅카스산맥캐롤라인 · 제도콜리마강쿠릴 열도쿤룬산맥크리스마스섬타이만대만타클라마칸 사막북태평양톈산산맥통킹만티그리스강티모르섬티베트고원파라셀 제도파미르페르시아만페초라강프라타스섬필리핀 제도필리핀해하이난한반도항가이산맥호르무즈홋카이도홍해화베이 · 평원황하황해흑해히말라야산맥힌두스탄 · 평원힌두쿠시class=notpageimage\| 아시아의 주요 지리 |